# Villa Donzelli

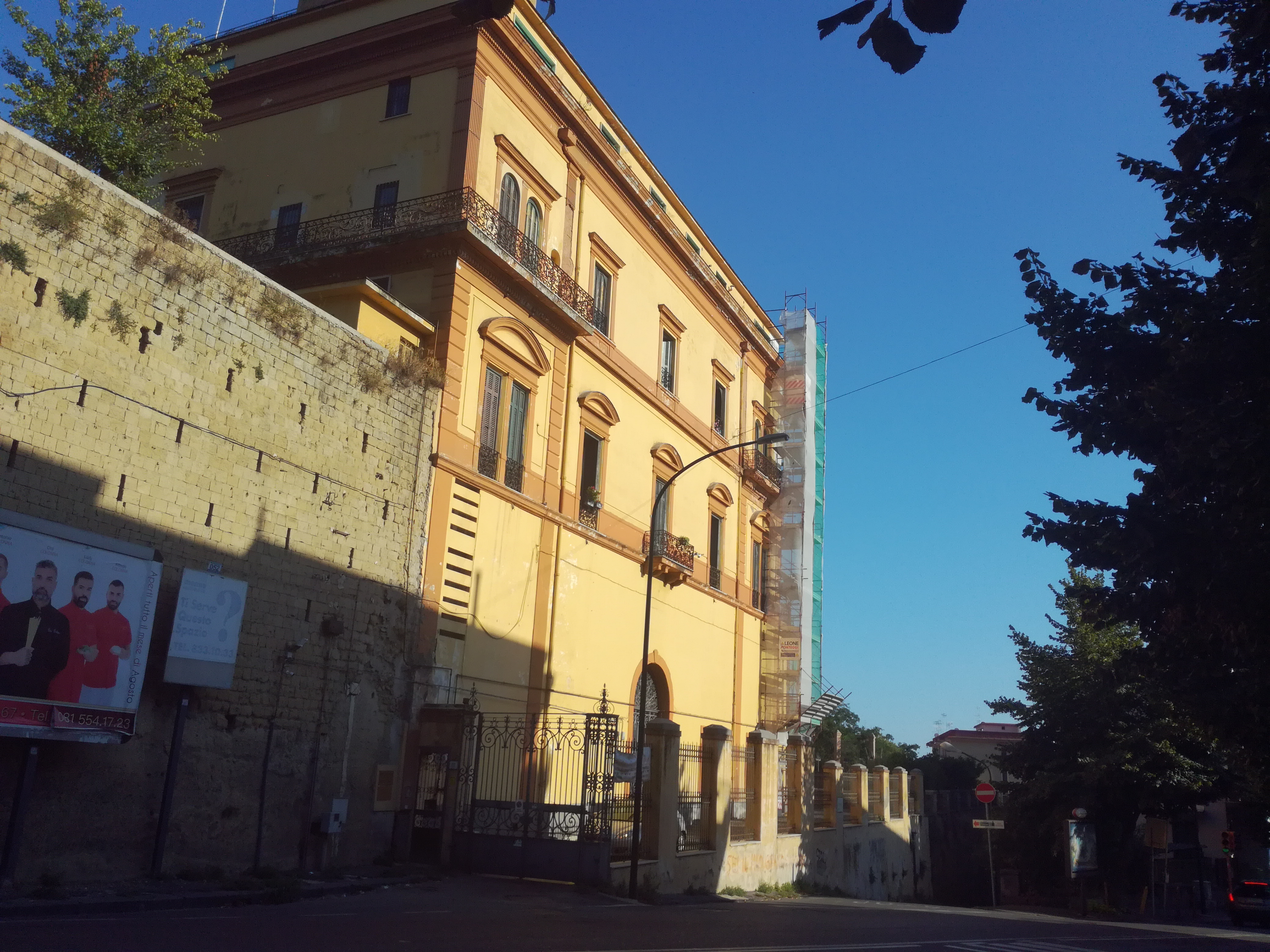
Villa Donzelli in Neapel

Die Villa Donzelli ist ein Landhaus aus dem 17. Jahrhundert im Viertel Arenella von Neapel in der italienischen Region Kampanien. Es liegt auf einem Hügel in der Via Pietro Castellino, 120.

## Geschichte
Die Geschichte des Gebäudes begann dank Giuseppe Donzelli (1596–1670), einem neapolitanischen Baron, der in der Nähe der Piazzetta Nilo wohnte und 1647 am Volksaufstand des Masaniello teilnahm, den er durch literarische Werke auch auf theoretischer Ebene unterstützte. Nach dem Zusammenbruch der Republik Neapel wurde er gezwungen, sich an der Zerstörung seiner eigenen Schriften zu beteiligen und zog sich auf einen der Hügel am Rande der Stadt zurück, wo er ein Grundstück kaufte, auf dem er die genannte Villa errichten ließ.
An das neue Gebäude ließ er einige Zeit nach dem Bau, im Jahre 1656, auch eine Kapelle anbauen, die heute nicht mehr existiert. Ebenfalls war das Landhaus von einem großen Garten umgeben, in dem zahlreiche Heilpflanzen (darunter auch sehr seltene) angebaut wurden. Dies hatte Baron „Donzelli“ selbst angeordnet, um daraus neue Heilmittel zu entwickeln. Später war die Villa oft die Endstation zahlreicher bekannter Persönlichkeiten, die sie wegen ihrer schönen Lage oder zur Linderung ihrer verschiedenen Beschwerden besuchten. Im 18. Jahrhundert gelangte die Villa in den Besitz der De Alteris, die später mit den Markgrafen von Paglieto verwandtschaftlich verbunden waren; aus diesem Grunde sind die Villa und deren Umgebung in einigen alten Karten als „Alterio“, „Altieri“ oder „Paglieto“ bezeichnet.
Im Laufe des 19. Jahrhunderts verfiel das Landhaus zu einer Ruine, aber 1898 kaufte es ein reicher Kaufmann, der es zu einem Monumentalgebäude renovieren ließ. Nach einigen Wechselfällen wurde die Villa in den ersten Jahrzehnten des 20. Jahrhunderts an die Suore del Patrocinio di San Giuseppe (dt.: Josephsschwestern) verkauft, die dort ein Waisenhaus einrichteten. Heute gehört das historische Anwesen der Familiengemeinschaft Paradiso dei bambini (dt.: Kinderparadies), die von den Suore di Gesù Redentore (dt.: Schwestern von Jesus, dem Erlöser) verwaltet wird.
Die Gärten und Brunnen, die einst die Villa umgaben, wurden fast alle zerstört, während die inneren und äußeren Fassaden des Hauses in gutem Erhaltungszustand sind, aber die ursprüngliche Struktur der Villa ist wegen der An- und Umbauten Ende des 19. Jahrhunderts kaum noch erkennbar.
Darüber hinaus erhebt sich seit den 1930er-Jahren unweit der Villa die enorme Baumasse der Brücke der Via Fontana, die über die Via Castellino führt.
Es erscheint wahrscheinlich, dass der ursprünglich Colle Fucunello genannte Hügel seinen heutigen Namen „Montedonzelli“ oder „Monte Donzelli“ der Existenz des Landhauses verdankt; das Toponym ist bis heute in der gleichnamigen Straße und der U-Bahn-Station Montedonzelli erhalten.